# Мужская сборная Польши по хоккею на траве
Мужская сборная Польши по хоккею на траве — мужская сборная по хоккею на траве, представляющая Польшу на международной арене. Управляющим органом сборной выступает Федерация хоккея на траве Польши (пол. Polski Związek Hokeja na Trawie, англ. Poland Hockey Federation).
Сборная занимает (по состоянию на 16 июня 2014) 18-е место в рейтинге Международной федерации хоккея на траве (FIH).

## Результаты выступлений
Летние Олимпийские игры
- 1928 — не участвовали
- 1936 — не участвовали
- 1948 — не участвовали
- 1952 — 11-е место
- 1956 — не участвовали
- 1960 — 12-е место
- 1964 — не участвовали
- 1968 — не участвовали
- 1972 — 11-е место
- 1976 — не участвовали
- 1980 — 4-е место
- 1984 — не участвовали
- 1988 — не квалифицированы
- 1992 — не квалифицированы
- 1996 — не квалифицированы
- 2000 — 12-е место
- 2004 — не квалифицированы
- 2008 — не квалифицированы
- 2012 — не квалифицированы

Чемпионат мира
- 1971 — не участвовали
- 1973 — не участвовали
- 1975 — 10-е место
- 1978 — 9-е место
- 1982 — 8-е место
- 1986 — 8-е место
- 1990 — не квалифицированы
- 1994 — не квалифицированы
- 1998 — 12-е место
- 2002 — 15-е место
- 2006 — не квалифицированы
- 2010 — не квалифицированы
- 2014 — не квалифицированы

Чемпионат Европы
- 1970 — 7-е место
- 1974 — 5-е место
- 1978 — 5-е место
- 1983 — 9-е место
- 1987 — 5-е место
- 1991 — 8-е место
- 1995 — 6-е место
- 1999 — 9-е место
- 2003 — 7-е место
- 2005 — 7-е место
- 2007 — не квалифицированы
- 2009 — 8-е место
- 2011 — не квалифицированы
- 2015 —

Hockey Champions Challenge
- 2011 — 6-е место
- 2012 — 8-е место
- 2014 — 8-е место

Чемпионат мира по индорхоккею
- 2003 —
- 2007 —
- 2011 —
- 2015 —

## Текущий состав
Состав команды был заявлен 26 апреля 2014 для выступления на турнире Champions Challenge I, прошедшем в апреле-мае 2014.
Главный тренер: Кароль Сьнежек(польск. Karol Śnieżek)
| №  | Игрок                                             | Поз. | Возраст |
| -- | ------------------------------------------------- | ---- | ------- |
| 1  | Аркардьюш Матушак(польск. Arkadiusz Matuszak)(GK) |      | 33      |
| 4  | Михал Ратиневски(польск. Michal Raciniewski)      |      | 25      |
| 7  | Томаш Гурны(польск. Tomasz Górny)                 |      | 27      |
| 9  | Себастьян Селлнер(польск. Sebastian Sellner)      |      | 17      |
| 10 | Филип Уайди(польск. Philipp Weide)                |      | 31      |
| 12 | Лукаш Домаховски(польск. Łukasz Domachowksi) (GK) |      | 23      |
| 13 | Томаш Ваховяк(польск. Tomasz Wachowiak)           |      | 24      |
| 14 | Бартош Зывичка(польск. Bartosz Zywiczka)          |      | 27      |
| 16 | Адам Хвалиш(польск. Adam Chwalisz)                |      | 21      |

| №  | Игрок                                            | Поз. | Возраст |
| -- | ------------------------------------------------ | ---- | ------- |
| 17 | Крыстъян Маковски(польск. Krystian Makowski)     |      | 23      |
| 20 | Михал Новаковски(польск. Michał Nowakowski)      |      | 24      |
| 22 | Каполь Майхразак(польск. Karol Majchrazak)       |      | 25      |
| 23 | Пётр Козловски(польск. Piotr Kozlowski)          |      | 26      |
| 25 | Адриан Крокош(польск. Adrian Krokosz)            |      | 22      |
| 26 | Михал Каспшик(польск. Michal Kasprzyk)           |      | 30      |
| 27 | Павел Братковски(польск. Pawel Bratkowski)(c)    |      | 23      |
| 29 | Михал полташевски(польск. Michal Poltaszweski)   |      | 24      |
| 30 | Матеуш Полташевски(польск. Mateusz Poltaszewski) |      | 25      |